# Manxú
El manxú és una llengua de la família manxú-tungús parlada per unes 20 persones a la regió històrica de Manxúria, actualment a la província de Heilongjiang, al nord-est de la Xina. Actualment, gairebé tots els parlants de manxú són gent gran perquè la llengua es troba en les fases finals d'un procés de substitució lingüística.
El sistema d'escriptura del manxú és l'alfabet manxú, que és una adaptació a aquesta llengua de l'alfabet mongol.

## Distribució geogràfica
Històricament, el manxú s'havia estès per tota Manxúria, en tant que el manxú és la llengua original de les persones d'ètnia manxú, que són més de 10 milions i que estan presents en molts indrets de la Xina. Actualment, però, només menys de 20 persones la tenen com a llengua inicial, principalment al poble de Sanjiazi, al comtat de Baiquan, a la ciutat-prefectura de Qiqihar de la província de Heilongjiang.

## Classificació i divisions
El manxú és una llengua de la família manxú-tungús, de la branca meridional, juntament amb el nanai i el xibe. Aquesta darrera llengua, el xibe, segons alguns és un dialecte del manxú, ja que hi ha intel·ligibilitat mútua i les diferències són més a nivell ètnic que no pas lingüístic.
El manxú tradicionalment ha tingut diversitat dialectal entre parles més sud-orientals i més nord-occidentals. A més, el manxú parlat a Pekín a causa del gran nombre de manxús que hi van anar a viure durant la dinastia Qing va fer que s'hi desenvolupés un dialecte propi amb trets sinititzants.

## Història de la llengua
Es creu que el manxú és una evolució del jurtxet, llengua de la dinastia Jin (1115-1234). El 1599 Nurhaci va ordenar a dos dels seus traductors, Erdeni Bagshi i Gagai Jarguchi, que creessin una escriptura pròpia pel manxú per a substituir la jurtxet que havien estat emprant fins aleshores partint de l'alfabet mongol. Nurhaci va aconseguir el tron imperial i va fundar la dinastia Qing el 1644, així el manxú va esdevenir la llengua oficial de l'Imperi Xinès. La política de la nova dinastia va ser de protecció i promoció dels manxús, que eren una minoria en el global de l'imperi.
Així, la prosperitat dels manxús va portar molts xinesos d'ètnia han a anar a viure a Manxúria, especialment en els darrers anys de la Dinastia Qing. Paral·lelament, la cort imperial manxú que vivia a Beijing va assimilar-se a la societat local i va abandonar la llengua, que va quedar restringida a usos més formals o rituals.
A principis del segle xx triomfa la Revolució Xinhai i culpa els manxús, poble que consideraven estrangers, dels mals que patia la Xina. S'inicia així una política antimanxú per part dels nacionalistes del Guomindang. Posteriorment, amb la victòria comunista, els manxús tradicionalment nòmades van ser sedenteritzats. En aquell moment ja la llengua estava en plena substitució lingüística fins al punt que a principis del segle XXI ja només quedaven menys de 20 parlants a la província de Heilongjiang, tots d'edat avançada.
Tot i la difícil situació, hi ha un interès considerable per la llengua al país, i alguns milers de persones la saben parlar com a segona llengua. A més, hi ha un gran corpus de textos en manxú, sobretot de l'època de la Dinastia Qing. La llengua manxú és també la que més relació ha tingut amb altres pobles entre les llengües tungúsiques, com demostra la major presència de manlleus que en la resta de llengües de la família, sobretot provinents del mongol i del xinès mandarí.

## Escriptura
El manxú s'escriu tradicionalment en alfabet manxú, que és una adaptació de l'alfabet mongol feta a finals del segle xvi. S'escriu en columnes de dalt a baix i d'esquerra a dreta.

## Característiques morfosintàctiques
Com la resta de les llengües manxú-tungús és una llengua aglutinant, d'ordre predominant SOV i casual.
Concretament, és una llengua que té 5 casos: el nominatiu, l'acusatiu, el genitiu, el datiu-locatiu i l'ablatiu. Hi ha altres casos però estan en desús. Els casos són marcats per postposicions, que de vegades van separats de la paraula a la qual determinen. També a nivell nominal, el manxú no distingeix gèneres.
Per la seva banda, els verbs en manxú, de la mateixa manera que la resta de llengües tunguses, distingeix temps, mode, veu i aspecte mitjançant l'addició de sufixos.